# Championnat de Tchéquie de football de deuxième division
Le Championnat de Tchéquie de football de deuxième division, dénommé « Národní Liga » (ou « Chance Národní Liga » (« Chance NL ») pour des raisons de parrainage avec Chance), a été créé en 1993. Il s'agit du deuxième et dernier niveau dans la hiérarchie du football professionnel tchèque.
Seize équipes prennent part à ce championnat qui se dispute sur 30 journées. Le champion et son dauphin sont promus en Chance Liga, sous réserve de respecter les contraintes en termes de stade notamment. À l'inverse, les équipes finissant aux deux dernières places à la fin de la saison sont reléguées dans leur ligue régionale respective : la ČFL et/ou la MSFL (3e division).

## Palmarès
| Saison  | Champion                   | Vice-champion               |
| ------- | -------------------------- | --------------------------- |
| 1993-94 | FK Jablonec                | FK Švarc Benešov            |
| 1994-95 | FC Synot Staré Město       | FC Kaučuk Opava             |
| 1995-96 | MFK Karviná                | FK Teplice                  |
| 1996-97 | Marila Příbram             | AFK Atlantic Lázně Bohdaneč |
| 1997-98 | Chmel Blšany               | FC Karviná                  |
| 1998-99 | Bohemians Prague           | SK České Budějovice         |
| 1999-00 | FC Synot Staré Město       | FC Viktoria Plzeň           |
| 2000-01 | FC Hradec Kralové          | SFC Opava                   |
| 2001-02 | SK Dynamo České Budějovice | FC Tescoma Zlín             |
| 2002-03 | FC Viktoria Plzeň          | SFC Opava                   |
| 2003-04 | FK Mladá Boleslav          | FK Drnovice                 |
| 2004-05 | FK SIAD Most               | FC Vysočina Jihlava         |
| 2005-06 | SK Kladno                  | SK Dynamo České Budějovice  |
| 2006-07 | Viktoria Žižkov            | Bohemians 1905              |
| 2007-08 | Bohemians Prague           | FC Marila Příbram           |
| 2008-09 | Bohemians 1905             | FC Zenit Čáslav             |
| 2009-10 | FC Hradec Králové          | FK Ústí nad Labem           |
| 2010-11 | FK Dukla Praha             | FK Viktoria Žižkov          |
| 2011-12 | FK Ústí nad Labem          | FC Vysočina Jihlava         |
| 2012-13 | SC Znojmo                  | Bohemians 1905              |
| 2013-14 | SK Dynamo České Budějovice | FC Hradec Králové           |
| 2014-15 | SK Sigma Olomouc           | FK Varnsdorf                |
| 2015-16 | MFK Karviná                | FC Hradec Králové           |
| 2016-17 | SK Sigma Olomouc           | FC Baník Ostrava            |
| 2017-18 | SFC Opava                  | 1. FK Příbram               |
| 2018-19 | SK Dynamo České Budějovice | FC Vysočina Jihlava         |
| 2019-20 | FK Pardubice               | FC Zbrojovka Brno           |
| 2020-21 | FC Hradec Králové          | SK Líšeň                    |
| 2021-22 | FC Zbrojovka Brno          | FC Sellier & Bellot Vlašim  |
| 2022-23 | MFK Karviná                | MFK Vyškov                  |
| 2023-24 | FK Dukla Praha             | SK Sigma Olomouc B          |